# Torrey Canyon
Pour les articles homonymes, voir Torrey.
 (avril 2012).
Si vous disposez d'ouvrages ou d'articles de référence ou si vous connaissez des sites web de qualité traitant du thème abordé ici, merci de compléter l'article en donnant les références utiles à sa vérifiabilité et en les liant à la section « Notes et références ».
Le Torrey Canyon est un pétrolier dont le naufrage est survenu le 18 mars 1967. Ce pétrolier de la filiale libérienne de l'Union Oil Company of California, compagnie américaine, armé par une filiale américaine de l’Union Oil Company of California, chargé de 120 000 tonnes de pétrole brut, s’échoue entre les îles Sorlingues et la côte britannique. Malgré une mobilisation de tous les moyens de lutte disponibles, plusieurs nappes de pétrole dérivent dans la Manche, venant toucher les côtes britanniques et françaises. Il se révélera plus tard que certains des dispersants utilisés pour la lutte étaient plus toxiques que le pétrole.
Cet accident fait découvrir à l’Europe un risque qui avait été longtemps négligé. Il donne naissance aux premiers éléments des politiques française, britannique et européenne de prévention et de lutte contre les grandes marées noires.
L’échouement du Torrey Canyon fut l’une des fortunes de mer les plus célèbres du XXe siècle, à l’origine d’une catastrophe écologique majeure et sans précédent dans l’histoire du transport maritime. Cette catastrophe fut à la base d’une prise de conscience, par les populations européennes, du fait qu’une telle catastrophe puisse toucher leurs côtes.

## Présentation
Le Torrey Canyon est à l’origine un pétrolier de 60 000 tonnes construit par le chantier naval Newport News Shipbuilding, en Virginie (États-Unis) et livré le 9 janvier 1959. Il fut jumboïsé au Japon en 1964 pour finalement atteindre une capacité double de 120 000 tonnes de port en lourd ; les études des modifications ayant été effectuées par des ingénieurs de nationalités, de langues et de technologies différentes.
Après jumboïsation, sa longueur hors tout est de 267,30 m pour une largeur hors membres de 41,25 m. À l’époque, sa capacité fait de lui le treizième plus gros navire à flot. Son tirant d'eau maximum est de 17,20 m.
Il est propulsé par un seul moteur principal Diesel 2 temps couplé à une hélice qui lui permettent de réaliser une vitesse de route libre de 17 nœuds. Sa capacité à manœuvrer est plutôt restreinte : il lui faut environ 5 milles (9,26 km) pour s’arrêter sur son erre une fois le moteur stoppé. Son équipement de navigation est composé d’un radar, d’un LORAN qui au moment des faits n’est pas opérationnel, d’un sondeur et d’un sextant. Il n’est donc pas équipé d’un DECCA ni d’un système de positionnement moderne de type GPS, alors en cours d’expérimentation.
L’armateur du Torrey Canyon est une filiale de l'Union Oil of California, basée aux Bermudes et qui porte le nom de Barracuda Tanker Corporation. Le navire est alors enregistré au Liberia et affrété par la British Petroleum. Son équipage est composé de marins italiens.
Le 19 février 1967, il quitte le Koweït avec une pleine cargaison de 120 000 tonnes de pétrole brut en direction de Milford Haven, en passant par le cap de Bonne-Espérance. Il est commandé par le capitaine Pastrengo Rugiati.

## Navigation
| \| Torrey Canyon \| Lieu du naufrage du Torrey Canyon. |
| Torrey Canyon                                          |

Le Torrey Canyon appareille du golfe Persique via le cap de Bonne-Espérance vers les îles Canaries et navigue à une vitesse moyenne de 16 nœuds. Il passe en remontant entre l’île de Tenerife et la Grande Canarie l’après-midi du 14 mars et prend alors une route fond au 018° pour passer à 5 milles des îles Sorlingues. L’objectif est de prendre la marée haute du 18 mars au soir à l’entrée du port de Milford Haven. Sinon, il devra attendre jusqu’au 24 mars, date de la prochaine marée favorable. Le dernier point au sextant est fait le 17 mars à midi, et place le navire à moins de 300 milles au sud des îles Sorlingues sur la route estimée.
Le capitaine laisse pour consigne de nuit de l’appeler dès que les îles Sorlingues apparaissent au radar ou au plus tard à 6 h 0. Il part se coucher à 2 h 40 le 18 mars.
À 4 h 0, le second capitaine prend le quart, le pilote automatique étant calé au cap gyro 018°, et la vitesse estimée est de 15,5 nœuds. Le vent est de force 5 et la mer peu agitée. Le vent et le courant n’ont pas été pris en compte dans les calculs d’estime de la route à suivre.
À environ 5 h 0, le second capitaine allume le radar et le règle sur l’échelle 40 milles.
Conformément aux ordres, il appelle le commandant à 6 h 0 et lui dit que les îles Sorlingues n’apparaissent pas encore sur le radar. Vers 6 h 30, elles apparaissent sur l’avant bâbord à environ 24 milles, le vent et le courant ont déporté le navire à l’est de la position estimée.
À 6 h 55, le second capitaine prend la décision de venir au 006° droit sur Bishop Rock, il en informe rapidement le commandant, et la réponse de ce dernier est expéditive : « Qui vous a dit de prendre cette décision ? ». Il demande alors si pour un retour au 018°, les îles Sorlingues resteraient claires. La réponse fut : « Peut-être ». Brusquement le capitaine ordonne de revenir au cap initial, le second s'exécute. À la suite de cette conversation, le commandant monte sur la passerelle vers 7 h 0. À ce moment, le navire aurait été à 18 milles légèrement au sud-ouest de Sainte Marie, et à 28 milles des Seven Stones.
À 8 h 0, changement de quart : le commandant, le lieutenant et un matelot expérimenté prennent le quart. Le lieutenant est alors chargé de la navigation, le pilote automatique est enclenché.
À 8 h 15, le Torrey Canyon passe les Sorlingues. Le commandant manœuvre sur tribord, en direction de Seven Stones, afin d’éviter les filets des navires de pêche, se rapprochant d’autant plus du rocher. À l’issue de cette manœuvre d’évitement des navires de pêche, le commandant remet le pilote automatique en fonction, et va à la table à carte afin de vérifier la route et les dangers qui s’y trouvent. Le point de 8 h 38 ne sera pas accepté par le commandant, le lieutenant l’ayant déterminé par un seul relèvement / distance. Le point suivant à 8 h 40 semble être plus juste et permet de positionner le navire dans le sud de Stone Rock au 198,5° à 2,5 milles. À ce moment, le courant et le vent ne sont toujours pas estimés par le lieutenant de quart. Le danger étant proche, il devient nécessaire de manœuvrer pour éviter l’échouement. Le commandant ordonne au matelot de changer de route et de venir au nord. En hâte, il passe en pilotage manuel, vient à gauche au 000° et ré-enclenche le mode de pilotage automatique.
Après un nouveau positionnement radar la route suivie amène toujours sur le récif. Une route d’urgence doit alors être adoptée. Il faut maintenant venir au 340°; le capitaine repasse en manuel — du moins le pense-t-il —, fait de nouveau un point radar et se rend sur la table à carte. Le matelot crie au commandant que les clics indiquant le passage des degrés ne s’entendent pas, mais le capitaine ne l’entend pas. Tout à coup, le commandant se rend compte qu’il n’entend pas ces fameux clics. Comme c’était déjà arrivé auparavant, il fonce pour vérifier si les fusibles ne sont pas grillés. Ils sont intacts.
Il cherche alors à vérifier le bon fonctionnement de la pompe hydraulique, une avarie qui s’était aussi déjà produite auparavant. Pour cela, il téléphone à la salle des machines ; dans son empressement, il appelle la cuisine, le cuisinier lui dit : « Oh ! Capitaine, le petit-déjeuner est servi… ».
Le commandant vérifie alors le commutateur du pilote automatique et réalise la nature du problème : le pilote est encore sur automatique. Il passe alors la barre en manuel et change de cap. Trop tard, à 17 nœuds, le Torrey Canyon prend de plein fouet le rocher de "Pollard’s Rock" qui fait partie du récif de "Seven Stones" et la coque se déchire sur la longueur de 6 citernes.

## Causes
Cette catastrophe, comme c'est généralement le cas, a été due à une suite d’événements, mineurs en soi mais qui, combinés, ont entraîné la fortune de mer. L’accident du Torrey Canyon est la conséquence des raisons suivantes :

### Construction du navire
- Problème de manœuvrabilité. Le navire est peu manœuvrant avec une seule hélice;
- Conception du pilote automatique. Le pilote automatique fonctionne bien mais l’emplacement de son levier peut entraîner la sélection d’un mauvais mode de gestion de la barre.

### Desideratade la compagnie
- Planification des opérations des navires. Atteindre les îles Canaries avant de dire au commandant la destination finale est certainement favorable du point de vue du rapport financier ; cependant, si cela entraîne un stress supplémentaire des personnes responsables, ce n’est pas si bon. Être pressé par le temps augmente la probabilité d’erreurs et de mauvaises décisions ;
- Équiper les navires selon des plannings déterminés. Toutes les cartes nécessaires à la navigation et au suivi de la route n’étaient pas à bord. Si la compagnie attend au cours du voyage pour annoncer la destination finale au navire, elle doit au moins s’assurer de la mise à jour des cartes marines indispensables ;
- Le lieutenant fait une erreur de navigation évidente. Il s’avère qu'il est peu compétent et a peu d’expérience.

### Erreurs relatives aux opérations
- Pas de réelles prises en compte du danger. Le commandant semble avoir été lent à réaliser ce qui se passait. Sa courte nuit peut être mise en cause ;
- Contraintes de prise de temps. Dans plusieurs catastrophes, le temps a joué un rôle important ;
- Le jeune lieutenant s’occupant de la navigation. D’un côté, il doit acquérir de l’expérience et le commandant peut vérifier son travail mais dans ce cas, son erreur a joué un rôle prépondérant ;
- Procédure de navigation volontairement raccourcie. La solution de facilité est dans la nature humaine, c’est pourquoi des procédures efficaces sont nécessaires pour éviter ce genre de raccourci. Dans ce cas, le vent et le courant n’ont pas été pris en compte dans le calcul de l’estime de la route à suivre ;
- Prise de décisions secondaires. Aucune des décisions du commandant, par elle-même, n'est mauvaise (excepté peut-être pour celle où il décide d’emprunter le chenal avec un navire non manœuvrant) ; c’est la combinaison de toutes ces décisions secondaires qui ont conduit à la catastrophe ;
- Manque de contrôle de la situation.

### Analyse
Aucune mention n’a été reportée concernant les efforts pour rectifier la route entre le point de midi et la première position radar. Les effets combinés du vent et de la marée ont été ignorés, et il semble que le Radio Direction Finder (radiogoniomètre) et le sondeur n’étaient pas en service pour l’établissement de la position du navire. Dans ces conditions, ignorer la dérive globale rend impossible de suivre une route fond au 018°. Il aurait été prudent de partir vers l’est tout de suite. Pour cela il aurait fallu changer de plan et passer entre Seven Stones et Wolf Rock.
Étant incapable de déterminer avec précision où les îles Sorlingues devaient apparaître à leurs approche, il aurait été plus prudent de la part du commandant de prendre des mesures pour naviguer vers l’est en notant dans ses ordres de nuit : « Si le navire se trouve vers l’est lors de l’atterrissage, alors nous devrons gouverner vers l’ouest pour passer autour de "Bishop Rock", et prendre une route pour passer à 5 milles à l’est du bateau-feu de Seven Stones et devrons le signaler ». En faisant ainsi, il n’aurait pas uniquement pris un pied de pilote raisonnable pour toute éventualité, mais aurait empêché en cas de mauvais positionnement de se retrouver plus vers l’est que ce qui était indiqué par l’estime. Mais aucune solution n’a été élaborée pour une telle éventualité.
Ayant malmené le second capitaine pour sa critique implicite de la route initiale (« Qui vous a demandé de prendre cette décision ? »), le commandant Rugiati se sentait obligé de conserver la route aussi longtemps qu’il la savait sûre et que le second ne soit pas en position de témoigner d’un changement. C’est également la raison pour laquelle il n’est pas passé à l’est de Seven Stones.
Il n’y avait pas d’instructions nautiques pour les Sorlingues. Cela discrédite un tant soit peu les procédures de voyage planning en vigueur à bord. Manquant de connaissances au sujet d’une navigation autour des Sorlingues et ses dangers alentour, il était périlleux de tenter un tel passage. Mais la première précaution étant de réduire la vitesse, l’option de leur contournement fut immédiatement abandonnée. Si le capitaine avait eu les instructions nautiques en main et s'il les avait étudiées avant l’approche, il n’aurait pas pu manquer l’avertissement qui stipule qu’en naviguant entre les îles Sorlingues et Land’s End, un navire ne doit pas passer entre Seven Stones et le bateau-feu mais à l’est de ce dernier. Passer entre Seven Stones et les Sorlingues n’est pas recommandé surtout pour les gros navires.
Bien que la prudence voudrait que l’on passe suffisamment loin des Sorlingues, le navire aurait pu passer de chaque côté à une distance de sécurité. Il apparaît que s'il y ait assez d’eau entre les Sorlingues et les Seven Stones, il n’y avait pas plus d’avantage à passer en cet endroit plutôt qu’à l’est de Seven Stones, passage qui était tout aussi praticable. De plus, le commandant Rugiati ayant précédemment emprunté ce passage sur un autre navire en tant que second capitaine, était familier de l’endroit.
Cependant le quart avait changé et ne permettait plus à l’officier de faire évoluer son navire comme désiré. En effet, des navires de pêche se présentèrent sur l’avant bâbord, contrariant la manœuvre prévue par l’officier de quart de revenir sur bâbord après avoir passé les Sorlingues pour passer entre elles et Seven Stones. Une incertitude pèse toujours à ce moment-là sur la précision de la navigation. Il apparaît que le 2e lieutenant s’est positionné depuis huit heures par relèvement/distance radar dont l’imprécision ne lui a pas permis d’appréhender la force et la direction de la dérive globale.
La position reportée à 8 h 38 par le lieutenant est rejetée par le commandant la considérant manifestement imprécise. La position suivante obtenue à 8 h 40 n’est apparemment pas fausse et est utilisée comme référence à la route à suivre, cependant cette position fut suspectée d’erreur et peut avoir contribué à l’échouement survenu quelque dix minutes plus tard. La position observée au radar à 8 h 40 dans le 198,5° de Stones Rock à une distance de 2,5 milles, impliquerait une route fond au 010° pour s’échouer sur Pollard’s Rock. Étant donné que le navire gouverne plein nord à partir de ce moment-là, il apparaît clairement que le courant subi aurait été de 2,3 nœuds portant à l’est. Or, d’après les diagrammes de courant de la zone en vive eau, le courant en ce lieu aurait varié de 134°/1 nœud à 089°/0,6 nœud. Ceci équivaudrait à un courant moyen de 0,8 nœud portant au 112° impliquant une dérive du navire de 003° et qui prouve que la position réelle à 8 h 40 se situe à 0,4 mille au N/E de la position observée. Sans cette erreur, le capitaine Rugiati aurait pu prendre immédiatement, et non 6 ou 7 minutes plus tard les mesures nécessaires pour sauver le navire.
Un autre point troublant de ce drame est que peu de temps avant que le commandant n’arrive à la passerelle, le second capitaine ait passé la barre en manuel. Cependant après la relève de quart toute l’approche des Sorlingues s’est faite en pilote automatique comme le stipulaient les ordres du commandant. Deux changements de route effectués en barre manuelle ont été suivis d’un retour en barre automatique, 10 minutes avant l’échouement. Ces changements successifs de mode, ont entraîné une confusion qui d’après l’analyse finale a inévitablement amené l’accident. Le fait que le navire soit resté sous pilote automatique près des Sorlingues et à proximité de navires de pêche, constitue une faute grave directement imputable au commandant. Le refus apparent de considérer une réduction de la vitesse comme une alternative au changement de cap est plus compréhensible mais tout aussi inexcusable.
Il était prévu de venir sur bâbord aussitôt paré la pointe nord-est des Sorlingues, laissant ainsi les Seven Stones sur tribord. Cette manœuvre apparaît dépourvue de bon sens marin, mais aurait pu se dérouler sans encombre.
Il faut penser que pour les marins effectuant de grandes traversées, l’action sur la barre qui est la meilleure façon de manœuvrer peut avoir une action restreinte par la présence d’autres navires ou d’écueils comme ce fut le cas pour le Torrey Canyon. Alors que l’idée de modifier la vitesse lors d’une grande traversée, à moins qu’elle ne soit forcée par les éléments ou dans l’urgence, est tout simplement dédaignée. Ce qui montre une confusion entre la prudence et la timidité de certains officiers. On s’attend généralement à ce qu’un commandant ait une attitude assurée, et ordonner une mesure énergique ou même une simple réduction d’allure juste parce que la navigation rencontre une petite difficulté s’oppose à l’image de confiance que beaucoup de commandants s’obligent à donner.

## Conséquences

### Moyens mis en œuvre dans la lutte antipollution

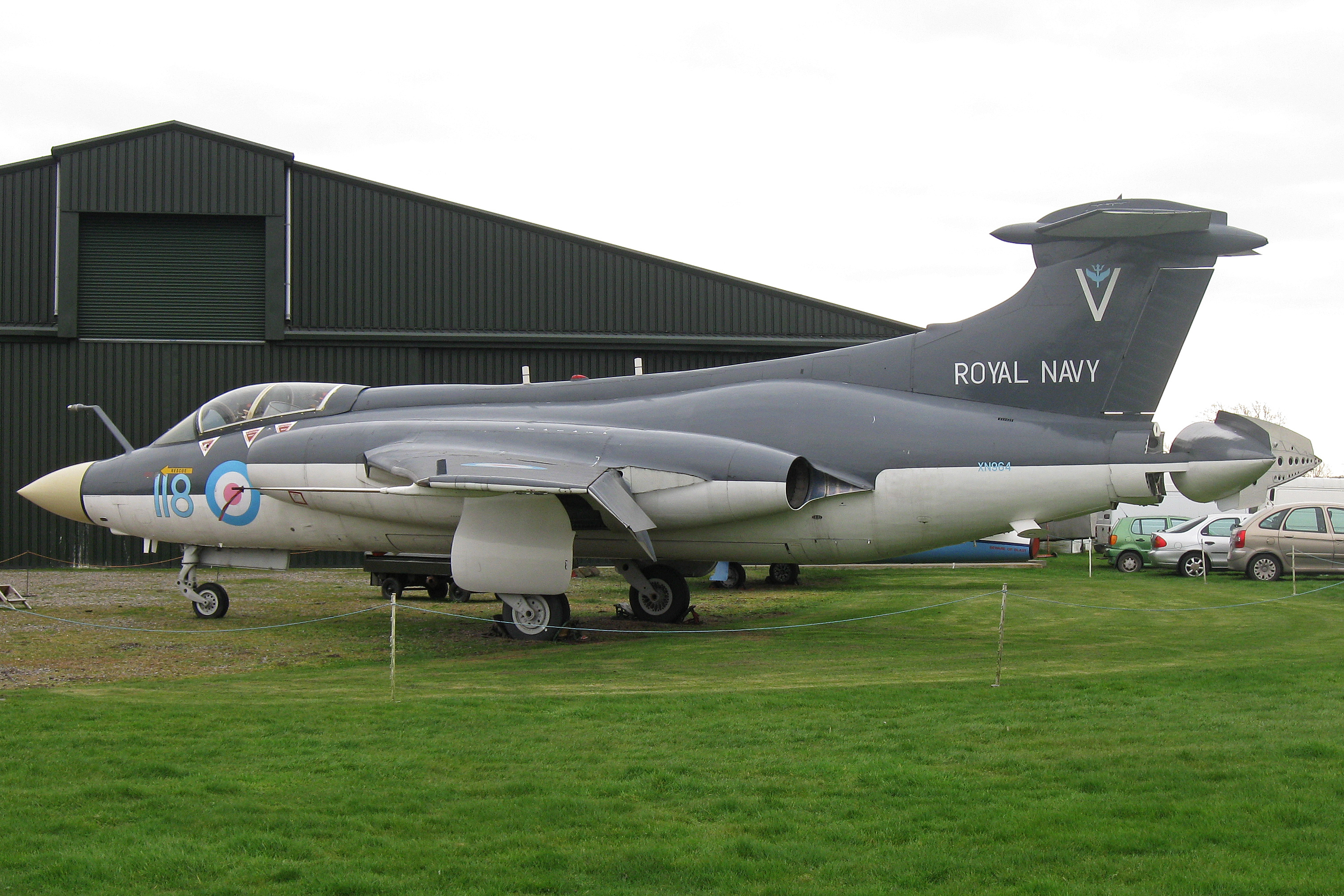
Un Blackburn Buccaneer de la Royal Navy ayant participé au bombardement du Torrey Canyon.

La réponse immédiate a été d’essayer de sauver le navire. 30 000 gallons de pétrole se sont échappés et étaient en mouvement vers les côtes aidés par le vent et le courant. En l'absence de tout système de lutte contre les marées noires à cette époque, le gouvernement britannique, face à l'inertie du Libéria, prend différentes mesures. Des dragueurs de mines de la Royal Navy déversent à la mer 10 000 tonnes de détergents  pour essayer d'émulsionner et disperser le pétrole. Le Torrey Canyon commence à se briser et rend cette mesure inefficace. Lors d'une cellule de crise tenue à la base aéronavale de Culdrose (en), il est décidé de bombarder l'épave afin de tenter d'enflammer le reste de la cargaison pour éviter que la pollution ne s’aggrave.
Dans le même temps, le HMS Daring est au milieu de sa préparation à Portland. Sa présence est requise pour assurer la sécurité lors du bombardement prévu.
Le 28 mars 1967, plusieurs avions de combat de la Royal Air Force et la Fleet Air Arm envoient 42 bombes sur l’épave, suivies de jerricans de gazole afin de former un gigantesque brasier sur les deux sections de l’épave. Ils ont ensuite envoyé du napalm (bien que le Gouvernement britannique ait nié en posséder dans son arsenal) afin d’allumer le pétrole jusqu’à ce que l’épave ne contienne plus du tout de pétrole.
Cette opération est un échec : le pétrole libéré se répand sur les côtes de Cornouaille britannique puis sur les côtes de Bretagne Nord. Lors de l'évènement et d'après les estimations de l'association d'ornithologie Aves, les victimes du naufrage se dénombrent à près de 100 000 oiseaux. Les espèces concernées sont : les Petits Pingouins (Alca torda), les Guillemots de Troïl (Uria aalge), les Macareux moines (Fratercula arctica), les Cormorans huppés (Phalacrocorax aristotelis), les Fous de Bassan (Sula bassana) et les Goélands (Larus sp.). L'armée de terre française est venue prêter main-forte aux pêcheurs locaux pour installer des barrages et nettoyer les souillures. Parmi ces régiments, participait le 117e régiment d'infanterie de la Lande d'Ouée.
La Marine nationale a également participé avec le dragueur de mines La Glycine de la classe MSC-60 dont l'équipage a répandu de la craie sur la nappe.

### Réaction en droit international
L'une des conséquences directes du naufrage du Torrey Canyon fut l'adoption le 29 novembre 1969 à Bruxelles de la Convention internationale sur l'intervention en haute mer en cas d'accident entraînant ou pouvant entraîner une pollution par les hydrocarbures.
En effet, le naufrage du Torrey Canyon ayant eu lieu dans des eaux internationales (à l'époque), selon la loi du pavillon l'intervention des avions de la RAF était illégitime puisque le navire était sous pavillon libérien (un pavillon de complaisance).
La convention de Bruxelles de 1969 va donc définir les modalités et les conditions d'intervention en haute mer, en stipulant notamment dans son article 1 que « Les Parties à la présente Convention peuvent prendre en haute mer les mesures nécessaires pour prévenir, atténuer ou éliminer les dangers graves et imminents que présentent pour leurs côtes ou intérêts connexes une pollution ou une menace de pollution des eaux de la mer par les hydrocarbures à la suite d’un accident de mer ou des actions afférentes à un tel accident, susceptibles selon toute vraisemblance d’avoir des conséquences dommageables très importantes ».
Avec la Convention CLC (convention internationale sur la responsabilité civile des propriétaires des navires pour les dommages dus à la pollution par les hydrocarbures), signée le même jour à Bruxelles, l'on assiste à l'édification du premier véritable système juridique international visant à encadrer les pollutions maritimes par les hydrocarbures. Ces deux conventions menèrent en outre à la mise en place en 1971 des Fonds internationaux d’indemnisation pour les dommages dus à la pollution par les hydrocarbures (en) (FIPOL), fonds visant à indemniser les victimes des pollutions par les hydrocarbures et qui permit à titre d'exemple le versement de 52 millions d'euros aux victimes du naufrage du navire Erika en 1999.

## Hommages
- 1968 : Serge Gainsbourg dédie une chanson sur l'évènement dans l'album : Initials B.B. ;
- 1973 et 1974 : Le scénariste, Víctor Mora et le dessinateur Artur Puig, s'inspirent de la tragédie dans une bande dessinée intitulée : Le Naufrage du « Mickey Runyon », seule de la série Les Commandos de la nature, parue dans Spirou[7] ;
- 1978 : Georges Perec évoque le naufrage dans le 277e des 480 souvenirs dans l'ouvrage : Je me souviens.